# Alice (película)
Alice es una película de 1990 escrita y dirigida por Woody Allen y protagonizada por Mia Farrow, Joe Mantegna y Alec Baldwin. Fue una de sus películas más exitosas comercialmente. La película es un versión personal de la película de Federico Fellini de 1965, Giulietta de los espíritus.

## Sinopsis
Alice Tate (Mia Farrow) es una católica casada con un próspero hombre de negocios y cuya vida acomodada se reduce a las visitas al salón de belleza. Un día, al recoger en la escuela a sus hijos, se encuentra con un hombre extraño del que se enamora, pero no le habla. Sufre dolores de espalda, y visita a un famoso acupunturista, el Dr. Yang, quien le receta hierbas que le dan poderes sobrenaturales con los que podrá iniciar una nueva vida.

## Reparto
- Mia Farrow - Alice Tate Smith
- Joe Mantegna - Joe
- William Hurt - Doug Tate
- Blythe Danner - Dorothy
- Keye Luke - Dr. Yang
- Judy Davis - Vicki
- Alec Baldwin - Ed
- Bernadette Peters - Muse
- Cybill Shepherd - Nancy Brill
- Patrick O'Neal - Mr. Tate
- Holland Taylor - Helen
- Rachel Miner - joven Alice Tate (12)
- Diane Salinger - Carol
- Bob Balaban - Sid Moscowitz
- Elle Macpherson - una modelo
- Steve Buscemi - Jesús (escenas eliminadas)[1]